# Chlorops agnata
Chlorops agnata är en tvåvingeart som beskrevs av Alexander Henry Haliday 1833. Chlorops agnata ingår i släktet Chlorops och familjen fritflugor.
Artens utbredningsområde är Nordirland. Inga underarter finns listade i Catalogue of Life.